# 维尔弗雷多·鲁伊斯
维尔弗雷多·鲁伊斯（西班牙語：Wilfredo Ruiz，1962年6月1日—），乌拉圭男子篮球运动员。他曾代表乌拉圭获得1984年夏季奥运会男子篮球比赛第六名。他也参加了1982年世界篮球锦标赛。